# Oospila semispurcata
Oospila semispurcata är en fjärilsart som beskrevs av W. Warren 1906. Oospila semispurcata ingår i släktet Oospila och familjen mätare. Inga underarter finns listade i Catalogue of Life.